# ESME Sudria
École spéciale de mécanique et d'électricité, fondată în 1905, este o universitate tehnică din Ivry-sur-Seine (Franța).

## Secții
- Summer school
- Master

Domeniu: Energie, Inginerie Mecanică, Inginerie Civilă, Inginerie Electrică, Automatică, Tehnologia Informației, Procesare de semnal, Microelectronică, Nanotehnologie, Acustică, Telecomunicație 